# Friedrich Schenck von Winterstädt
Friedrich Schenck von Winterstädt (auch Schenk von Winterstedt; * 26. Juni 1603 in Sulzburg; † 19. Oktober 1659 in Aachen) war ein deutscher Staatsmann.

## Leben
Schencks Vater war Johann Melchior Schenck von Winterstädt, Geheimrat und Obervogt beim Markgrafen von Baden-Durlach. Friedrich absolvierte das Durlacher Gymnasium und trat anschließend 1619 in die Armee der Protestantischen Union ein. Nach Auflösung dieser ging er bei Ernst von Mansfeld in den militärischen Dienst und schließlich in den Dienst der Republik Venedig. Er kehrte zurück in die Heimat, verließ das Militär und ging in den Dienst seines Landesherren. Dort traf er auf den Herzog Georg von Braunschweig-Lüneburg der ihn 1629 zum Hofmeister seiner Kinder ernannte.
Schenck erwarb sich bei Hofe einen guten Ruf, so dass er zügig eine höhere Laufbahn einschlug. 1633 übertrug ihm Herzog August die Hauptmannschaft Gifhorn. 1639 kam es dann zu dem ungewöhnlichen Fall, dass der nicht studierte, ehemalige Militär Schenck als Geheimer Kammerrat in die Regierung mit aufrückte. Sein Amt schien er jedoch zur Zufriedenheit der Herrschaft ausgeübt zu haben, denn 1641 ernannte ihn sein ehemaliger Zögling Herzog Christian Ludwig zum Kammerpräsidenten. Als Herzog Christian Ludwig 1648 nach Celle auf die Herrschaft wechselte, nahm er lediglich Schenck von seinen höheren Beamten mit und ernannte ihn 1650 zum Statthalter. Als solcher wurde er durch den Herzog mit der Leitung der Regierungsgeschäfte betraut.
Zu Schencks Leistungen gehörten die Reorganisation der Herrschaft und der Ausbau der Lüneburgschen Hegemonie in der Region. Zudem erreichte er die Wiedererrichtung eines kleinen stehenden Heeres. Außerdem gelang es ihm, eine Vielzahl von diplomatischen Verwicklungen zu Gunsten der Lüneburger Herrschaft zu lösen. Er soll seine Regierungsgeschäfte mit großem Eifer geführt haben.